# Flohspiel

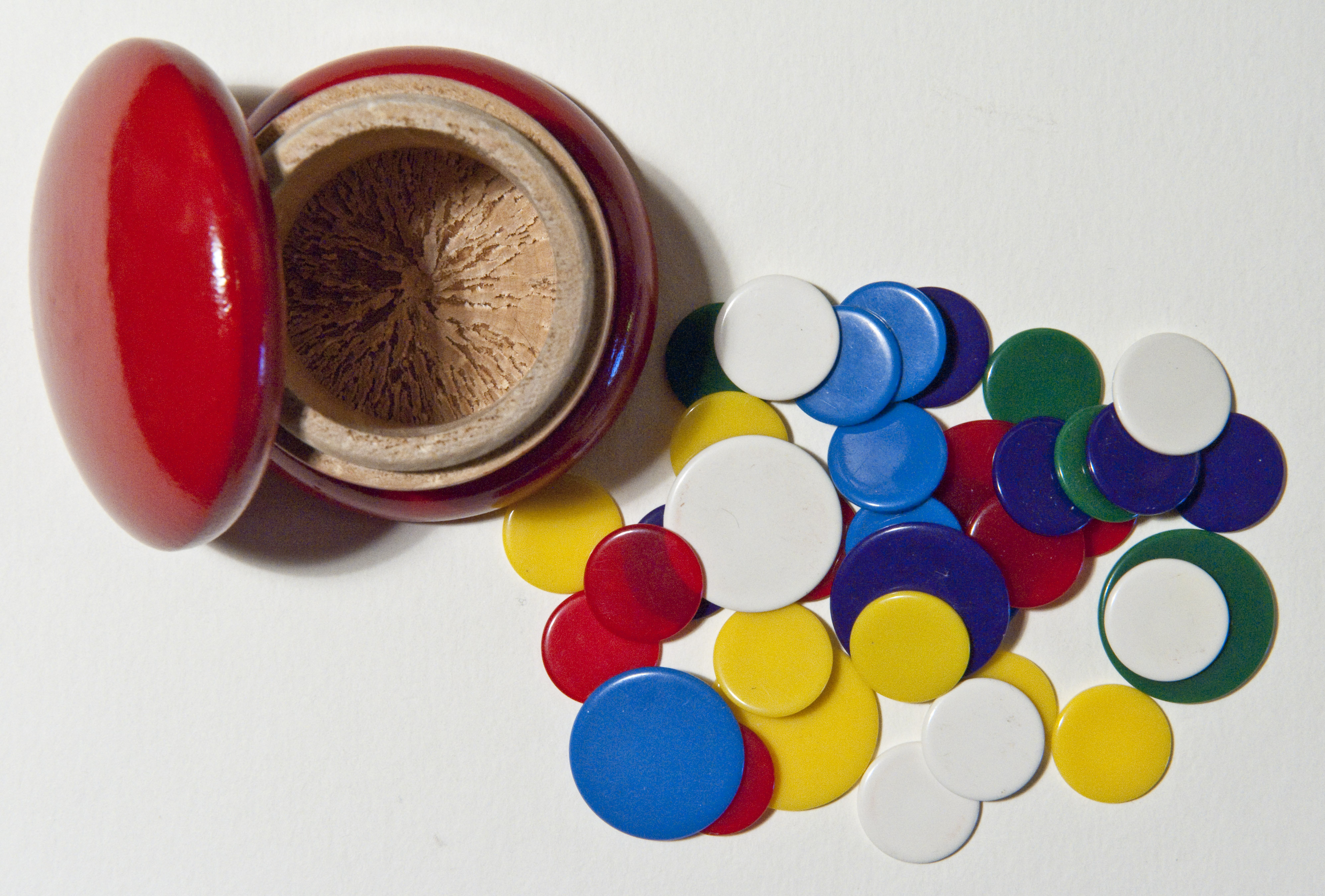
Flohspiel: gedrechselte Holzdose, Nylonchips

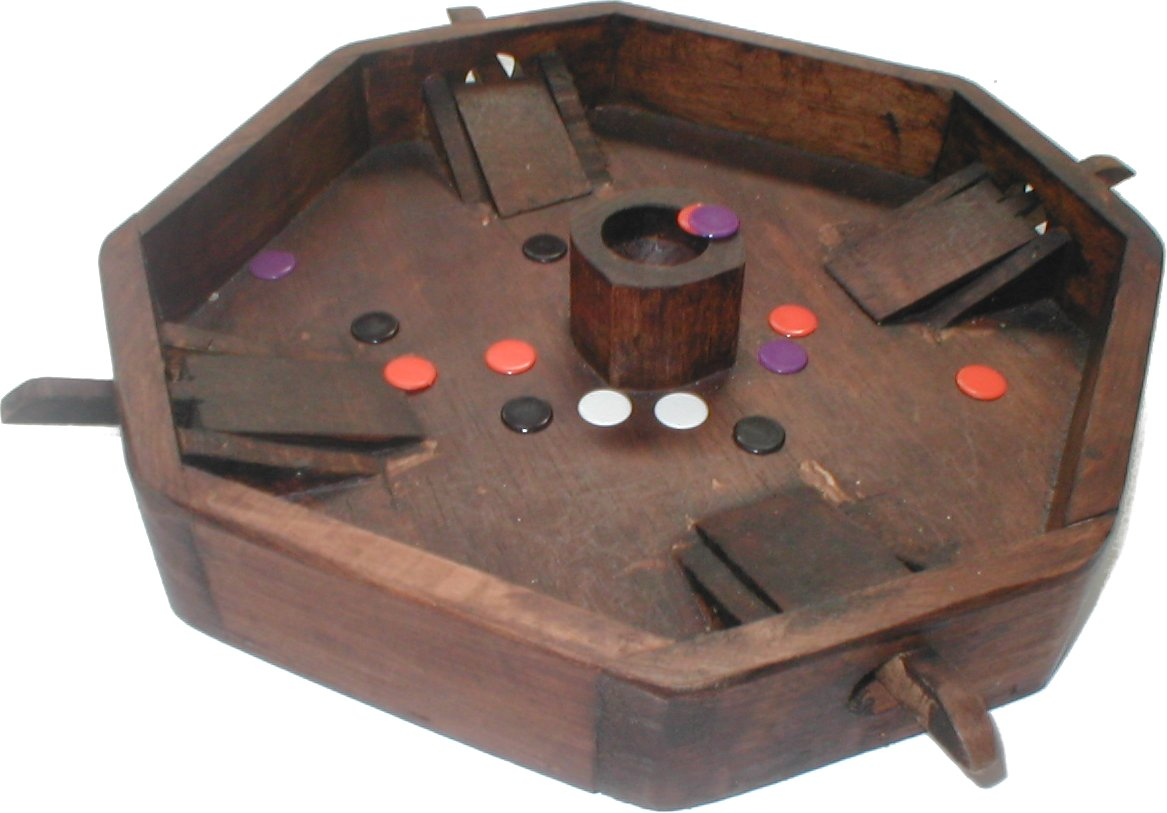
Flohspiel, Variante aus Frankreich mit vier Katapulten

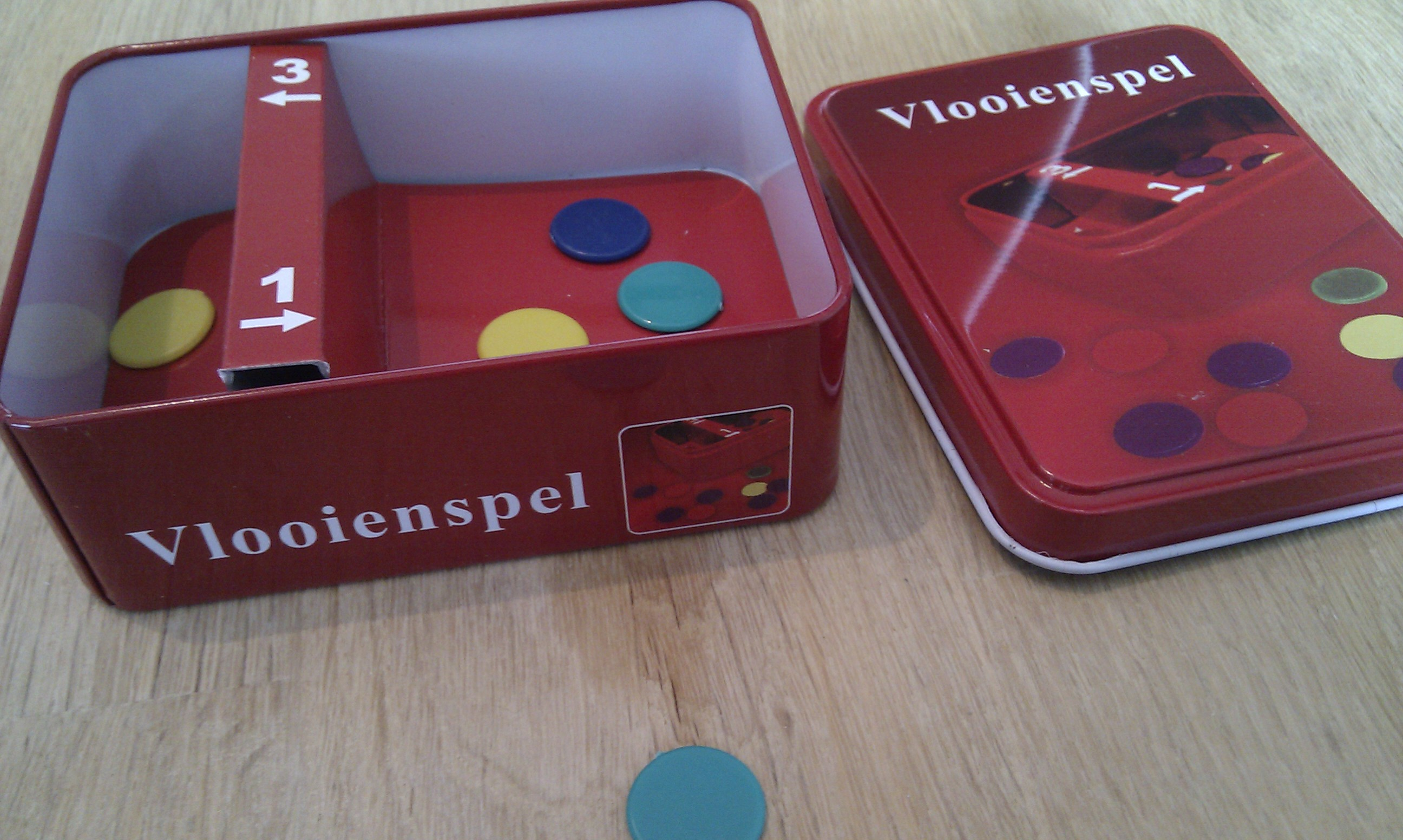
Holländisch: Vlooienspel, Weißblechdose mit 2 Fächern

Floh, Flohspiel, Flohhüpfen, Spring, Knipsspiel oder Knopfknipsen ist ein Geschicklichkeitsspiel oder Kinderspiel für zwei bis sechs Personen. Der Name rührt daher, dass kleine runde Kunststoff- bzw. Holz-Chips durch die Luft geschnippt werden und dabei an hüpfende Flöhe erinnern.
Entwickelt wurde das Spiel von Joseph Assheton Fincher, welcher 1888 dafür im Vereinigten Königreich ein Patent einreichte, welches 1889 genehmigt wurde. Tiddledy-Winks wurde 1888 bei John Jaques and Son of London veröffentlicht. Der US-amerikanische Verlag McLoughlin Brothers veröffentlichte das Spiel 1890, in Deutschland erschien das Spiel ab ca. 1893 als Spring beim Otto Maier Verlag unter der Nummer 40. Der US-amerikanische Verlag Parker Brothers brachte es später ebenfalls heraus.
1955 entstand die moderne Version an der Universität Cambridge: In England und Nordamerika (USA) werden Turniere für Einzel und Teams aus mehreren Paaren organisiert.

## Das Spiel

### Allgemeines
Im deutschen Sprachraum ist seit etwa 1960 die Ausführung mit rot lackierter, gedrechselter Holzdose verbreitet.
Die Farbe und Rundheit des Deckels spielt an die Spielsteine an, seine gewölbte Oberseite und sein seitlicher Überstand (bei etwa 8 cm Durchmesser) erinnern an einen Pilz.
Die 42 Spielsteine sind flache, kreisförmige Scheibchen aus Nylon mit halbrundem Rand in sechs unterschiedlichen Farben (weiß, gelb, rot, grün, hell- und dunkelblau) für bis zu ebenso viele Spieler. Die Dicke (Höhe) der Chips beträgt knapp 2 mm. Jeder Satz einer Farbe besteht aus sechs kleinen mit etwa 15 mm Durchmesser, den springenden Flöhen, und einem größeren (etwa 25 mm), der zwischen Daumen und Zeigefinger geklemmt wird. Mit ihm als Werkzeug wird nun – eher flacher als 45° gehalten – recht fest randnah auf den Floh gedrückt. Indem man zum Rand des Flohs hin gleitet und dort abrutscht, entkommt der Floh dieser Klemmung, wird am Rund des Rands waagrecht und durch das Zurückfedern der gepressten Unterlage auch senkrecht nach oben beschleunigt. Es resultiert eine kleine Parabelflugbahn, auf der der Floh auch Saltos macht.
Bei weniger als sechs Spielern nicht gebrauchte Chips können im Deckel abgelegt werden, der Dosenunterteil dient als Zieltopf.

### Spielablauf
Jeder Spieler erhält also sechs kleine und einen großen Chip einer Farbe. Reihum wird nun versucht, von den jeweils eigenen kleinen Chips einen nach dem anderen in den Holzkorpus zu schnippen. Dazu drückt man den großen Chip auf die Kante des kleinen. Gewonnen hat, wer als erster alle seine Chips in den Pilz geschnippt hat.
Damit das Schnippen gut funktioniert, braucht es eine plane, harte Unterlage mit etwas federnder Auflage, also einen Tisch mit Tischdecke oder Boden mit Teppich. Die anfängliche Entfernung eines Chips ist frei gewählt. Sollte der Chip neben den Pilz treffen, bleibt er an dieser Stelle liegen und muss in einer späteren Runde von dort aus weiter geschnippt werden. Gelingt es, eine Spielmarke in den Pilz zu schnippen, ist der betreffende Spieler ein weiteres Mal am Zug. Fällt ein Chip außerhalb des Spielfeldes (auf den Fußboden, neben eine Spielunterlage o. ä.), wird er wieder an seine alte Stelle gelegt. Landet eine Spielmarke auf der eines Mitspielers, darf diese erst wieder gespielt werden, wenn der gegnerische Chip entfernt wurde. Die Partie ist zu Ende, wenn ein Spieler alle seine kleinen Chips in den Pilz geschnippt hat.

## Verwandte Spiele
Die Firma Schmidt Spiele hat 1993 ein Flohspiel herausgebracht, bei dem zwei bis vier Spieler je zehn kleine Chips in Zonen mit unterschiedlichem Punktwert eines Kartons schnippen. Gewinner ist, wer die meisten Punkte gesammelt hat.

## Mechanische Analogie
Das Zupfen einer Gitarrensaite mit einem Plektrum von allerdings eher zugespitzter Kontur ist dank Rundungsdurchmesser von etwa 1 mm geometrisch und mechanisch ähnlich. Die Saite wird drückend ausgelenkt, verhakt dabei mit, haftet oder reibt gleitend auf dem (vulgo:) „Blattl“, entkommt den Kräften und schwingt danach frei.